# Александра Смиљанић
Александра Смиљанић (Београд, 12. јун 1970, Београд) је српска научница и политичарка. Од маја 2007. године до јула 2008. била је министарка за телекомуникације и информатичко друштво у Влади Републике Србије.

## Биографија
Александра Смиљанић је завршила Математичку гимназију и дипломирала на Електротехничком факултету у Београду. Магистрирала је на електротехници на Универзитету у Принстону 1996. године. Године 1999. је докторирала на истом универзитету са темом Пакетско комутирање са терабитским капацитетом. Области њеног рада су комуникационе мреже, архитектура и контролни алгоритми интернет рутера. На Електротехничком факултету у Београду је редовни професор, а ради и као придружени професор на Политехничком универзитету у Њујорку и Стоуни Брук универзитету у истом граду. Александра Смиљанић је и руководилац пројекта Министарства науке „Имплементација контролера интернет рутера“. Радила је у истраживачким лабораторијама америчке компаније за телекомуникације AT&T (енгл. American Telephone and Telegraph Corporation) од 1999. до 2004. и у лабораторијама мултинационалне информатичке компаније NEC (енгл. Nippon Electric Co, Ltd.) са седиштем у Јапану, у току лета 1997. и 1998. године.
Аутор је бројних радова са којима је учествовала на конференцијама, као и радова који су објављени у часописима. Има две патент апликације и седам патената, који су регистровани у САД, Европи, Јапану и Кини.
Била је члан програмског комитета (Савет за дефинисање тестова за анализу перформанси аутоматског процесовања и пренос информација — TPC) Радионице за свичинг и рутинг високих перформанси (енгл. IEEE Workshop on High Performance Switching and Routing) које је организовао ИЕЕЕ - Институт електро и електронских инжењера (енгл. Institute of Electrical and Electronics Engineers) између 2002. и 2006. године, ИЕЕЕ Конференције о глобалним телекомуникацијама (енгл. IEEE Global Telecommunications Conference) одржаној 2004, као и Радионице о квалитету услуга у вишесервисним ИП мрежама (енгл. Workshop on QoS in Multiservice IP Networks) 2003. и 2005. године, и Међународне конференције о информатици: Истраживање и образовање (енгл. International Conference on Information Technology: Research and Education) одржаној 2003. године.
Такође је и уредник два информатичка часописа — ОСА Џурнал он оптикал Нетворкинг (енгл. OSA Journal on Optical Networking) од 2003. године, и часописа ИЕЕЕ Комјуникејшн Летрс (енгл. IEEE Communication Letters) од 2005. године.

## Награде
Александра Смиљанић је добитних бројних награда:
- 2000, 2002. Најбољи рад на ИЕЕЕ конференцији о свичингу и рутингу високих перформанси
- 2000. Награда AT&T лабораторија за истраживачки рад
- 1993. Награда проф. Александра Дамјановића за најбољег студента на одсеку Телекомуникације Електротехничког факултета у Београду
- 1987. Октобарска награда града Београда за изузетне резултате у области математике
- 1987. Трећа награда на 28. Међународној математичкој олимпијади